# Tylototriton vietnamensis
Espèce
Statut de conservation UICN

 EN  : En danger
Tylototriton vietnamensis est une espèce d'urodèles de la famille des Salamandridae.

## Répartition
Cette espèce est endémique du Viêt Nam. Elle se rencontre entre 250 et 1 000 m d'altitude.

## Étymologie
Son nom d'espèce, composé de vietnam et du suffixe latin -ensis, « qui vit dans, qui habite », lui a été donné en référence au lieu de sa découverte, le Viêt Nam.

## Publication originale
- Böhme, Schöttler, Nguyen & Köhler, 2005 : A new species of salamander, genus Tylototriton (Urodela: Salamandridae) from northern Vietnam. Salamandra, vol. 41, p. 215-220 (texte intégral).